# Пінон тавітавський
Пі́нон тавітавський (Phapitreron cinereiceps) — вид голубоподібних птахів родини голубових (Columbidae). Ендемік Філіппін. Раніше вважався конспецифічним з мінданайським піноном.

## Опис
Довжина птаха становить 26-27 см. Голова темно-сіра, потилиця пурпурова-коричнева. Верхня частина тіла темно-оливково-бурувата. Нижня частина тіла коричнева з рудуватим відтінком, особливо на животі, гузка охриста. Під очима і далі до дзьоба ідуть вузькі чорні смуги. Хвіст темний, на кінці білий. Дзьоб міцний, відносно довгий.

## Поширення і екологія
Тавітавські пінони мешкають на островах Таві-Таві і Санга-Санга в архіпелагі Сулу. Вони живуть у вологих рівнинних тропічних лісах і мангрових лісах, зустрічаються на висоті до 500 м над рівнем моря.

## Збереження
МСОП класифікує цей вид як такий, що перебуває під загрозою зникнення. За оцінками дослідників, популяція тавітавських пінонів становить від 350 до 1500 птахів. Їм загрожує знищення природного середовища. На острові Санга-Санга тавітавські пінони, імовірно, вимерли, востаннє їх спостерігали там у 1987 році.